# Carleton College
Carleton College es una universidad privada de artes liberales situada en Northfield, Minnesota, en los Estados Unidos.
Ofrece una gran variedad de programas en humanidades, ciencias sociales y ciencias naturales.

## Historia
Fue fundada en 1866 por la conferencia de iglesias congregacionales de Minnesota como Northfield College. En 1870, después de una visita del primer presidente, James Strong, en busca de donaciones, William Carleton donó a la institución $ 50.000, y se cambió el nombre a Carleton College, en recuerdo de este benefactor.
El campus se ubicó en dos parceles de 4 ha de tierra, donada por dos hombres de negocios de Northfield - Charles Goodsell y Charles Augustus Wheaton.

## Información académica
Carleton cuenta con 1950 alumnos aproximadamente, de los cuales todos son pregrados. Carleton tiene un horario poco común, con tres trimestres en vez de dos semestres. Estudiantes toman tres clases cada trimestre (diez semanas), por un total de nueve clases cada año. Ofrece 33 carreras diferentes, incluyendo geología, estudios de cine, biología, y ciencia política.  Cada estudiante cumple un gran proyecto al final de su curso de studio, se llama "comprehensive project" o "comps."
Entre pequeñas universidades de artes liberales, Carleton tiene una buena reputación de mandar muchos graduados a escuela de posgrados por cada cien alumnos. Dentro de cinco años después de graduación, entre 65% a 75% de alumnos consigan títulos avanzados, y cada año aproximadamente 20% del senior clase se apunta en un programa posgrado.

## Vida estudiantil
Carleton es conocido por su cuerpo de estudiantes muy "quirky" y amigables. Hay una larga historia de bromas y tradiciones extrañas. Un ejemplo es el maratón annual de softbol llamada "Rotblatt," en que hay tantas entradas como años Carleton ha existido. La tradición más famosa de la escuela tiene que ver con una estatua de Friedrich Von Schiller, que ha sido continuamente robado desde 1957. Schiller está firmado por Bill Clinton y ha aparecido en The Colbert Report, Desperate Housewives, y otros series.

## Deportes
Los equipos de Carleton juegan en la conferencia MIAC, en el NCAA división III. Así que no se recluta atletas específicamente para jugar. El deporte más popular (y tradicionalmente, con más éxito) ha sido ultimate frisbee. Cada estudiante de Carleton reciben un frisbee su primer día para participar en el "frisbee toss," que inicia su tiempo en Carleton Desde los años 80, Carleton ha tenido un programa de frisbee fuerte. Hay cuatro equipos que compiten a nivel nacional: C.U.T. (equipo de ultimate de Carleton) y Syzygy compiten en division I (los únicos equipos en este division de una escuela de artes liberales sino una universidad grande), y G.O.P. (dioses de plástico) y Eclipse compiten en division III. Los cuatro casi siempre van a competer en los campeonato nacional. Entre los equipos, han ganado el primer premio diez veces desde 2000. En 2014, el equipo de ultimate de Carleton estaba en las noticias cuando hubo una accidente en camino a un torneo, resultando en tres muertes.

## Alumnos destacados
Thorstein Veblen (1880), sociólogo y economista
Barrie M. Osborne (1966), productor de películas, incluyendo El Señor de Los Anillos
Mary-Claire King (1967), genetista conocida
Chris Kratt (1992), personalidad de televisión, cocreador del serie Zoboomafoo
Laura Veirs (1997), cantante de folk